# آیر
آیر دهستانی در استان آستوریاس اسپانیا است.
در این دهستان ۱۴٬۷۸۶ نفر زندگی می‌کنند. مساحت این دهستان ۳۷۵٫۸۹ کیلومتر مربع است.